# Ducks scéno
dUCKS scéno est une scop spécialisée dans la scénographie d'équipement et la muséographie.

## Description
dUCKS scéno est une société coopérative créée en novembre 1991 par Michel Cova, comprenant 30 personnes dont 22 associés, composée de scénographes, d'ingénieurs, d'ingénieurs audiovisuels et d'architectes. La société collabore depuis longtemps avec des architectes de renom tels que Jean Nouvel, Rem Koolhaas, Herzog & de Meuron.
Cette agence de scénographie a ainsi participé à des projets de grande envergure: la Philharmonie de Paris avec les Ateliers Jean Nouvel, l'Elbphilharmonie Hambourg avec les architectes suisses Herzog & de Meuron, Casa da Música et le Performing Art Center de Taipei avec l'agence néerlandaise OMA, ou encore la Fondation Louis Vuitton avec l'architecte américain Frank Gehry.
dUCKS scéno a aussi collaboré sur des projets régionaux (Fête du livre jeunesse de Villeurbanne, Parc des oiseaux avec Tectonique, Pôle d'astronomie et culture spatiale de Vaulx-en-Velin avec S. F. Design...) et nationaux (Le Silo avec C+T Architecture, Casino de Lille avec Jean-Paul Viguier, le Métaphone  avec Hérault Arnod Architectures, l'Astrada à Marciac avec King Kong, Musée de Préhistoire de Lussac-les-Châteaux avec Atelier Beaudoin et Engel, etc.).
dUCKS scéno cherche à développer trois concepts en particulier dans son travail: la dissymétrie, l'entrée de la lumière naturelle et l'ouverture sur la ville.

## Principales réalisations
- 1993 : Opéra de Lyon avec Jean Nouvel [4]
- 1993 : Centre international de congrès de Tours Le Vinci avec Jean Nouvel [5]
- 1994 : Lille Grand Palais et Zénith de Lille avec Office for Metropolitan Architecture [6]
- 1997 : Bâtiment des Forces motrices à Genève avec Cattani et Picenni[7]
- 1998 : le Hangar du Premier-Film au sein de l'Institut Lumière à Lyon avec l'Agence Pierre Colboc[8]
- 2000 : Expo 2000 à Hanovre avec les Ateliers Jean Nouvel
- 2000 : Parc des oiseaux de Villars-les-Dombes avec Tectoniques
- 2001 : Expo 02 à Morat avec les Ateliers Jean Nouvel
- 2003 : L'amphithéâtre d'O à Montpellier avec l'agence d'architecture King Kong [9]
- 2003 : Opéra de Lille avec AVA et l'Atelier P.L. Carlier [10]
- 2004 : Maison folie de Wazemmes à Lille avec Nox
- 2004 : Casa da Música à Porto avec OMA [4]
- 2005 : Auditoriums du Musée Reina Sofia à Madrid avec les Ateliers Jean Nouvel
- 2005 : Auditorium de la Tour Agbar à Barcelone avec les Ateliers Jean Nouvel
- 2006 : Théâtre Guthrie à Minneapolis avec les Ateliers Jean Nouvel [11]
- 2006 : Théâtre Claude-Lévi-Strauss au sein du Musée du quai Branly à Paris avec les Ateliers Jean Nouvel[12]
- 2006 : La Commanderie à Dole (Jura) avec Brigitte Métra [13]
- 2006 : L'Hôtel de Ville de Marseille avec Franck Hammoutène, lauréat du Prix de l'Équerre d'argent en 2006 [14]
- 2007 : Casino-théâtre de Toulouse avec Wilmotte
- 2008 : The Curve à Leicester avec Rafael Viñoly[15]
- 2008 : Le Fil à Saint-Étienne avec XXL [16]
- 2008 : Musée TAG Heuer à La Chaux-de-Fonds avec Carbondale
- 2008 : Musée des Beaux-Arts de Saint Claude avec Scaranello
- 2009 : Salle symphonique de Copenhague avec les Ateliers Jean Nouvel [4],[17]
- 2009 : Fête du livre jeunesse de Villeurbanne
- 2010 : Musée de Préhistoire de Lussac-les-Châteaux avec Atelier Beaudoin et Engel
- 2010 : Casino de Lille avec Jean-Paul Viguier [18]
- 2010 : H106 à Rouen avec King Kong [19]
- 2011 : Hôtel de ville de Montpellier avec les Ateliers Jean Nouvel
- 2011 : Théâtre de l'Archipel à Perpignan avec les Ateliers Jean Nouvel et Brigitte Métra [20]
- 2011 : Le Silo à Marseille avec C+T Architecture
- 2011 : l'Hôtel de Région Rhône-Alpes avec Christian de Portzamparc [21]
- 2011 : l'Astrada à Marciac avec King Kong
- 2011 : MMArena au Mans avec Cardete & Huet [22]
- 2011 : Musée Lalique à Wingen-sur-Moder avec Wilmotte[23]
- 2012 : CRCI à Amiens avec Chartier-Corbasson architectes[24]
- 2013 : Cultural Center of West New City, Jinan avec Paul Andreu[25]
- 2013 : Métaphone à Fosse 9/9 bis de Oignies avec Hérault Arnod Architectures [26]
- 2013 : Auditorium de Bordeaux avec Atelier Aquitain d'Architecture Associés
- 2013 : Le Musée d'Histoire Urbaine et Sociale (MUS) de Suresnes avec Encore Heureux [27]
- 2013 : Promenade de la Gare à Villeurbanne avec Itinéraire Bis (Paysagistes)
- 2014 : le Metronum à Toulouse avec Gouwy Grima Rames
- 2014 : Le Flow à Lille avec King Kong [28]
- 2014 : Centre des congrès de Nancy avec Marc Barani[29]
- 2014 : Parc des Expositions d'Agen avec Cardete & Huet
- 2014 : Brest Arena avec Hérault Arnod Architectures
- 2014 : Pôle d'Astronomie et Culture Spatiale à Vaulx-en-Velin avec S.F. Design
- 2014 : Fondation Louis Vuitton avec Frank Gehry [30]
- 2015 : Philharmonie de Paris avec les Ateliers Jean Nouvel [4]
- 2015 : La Belle Électrique à Grenoble avec Hérault Arnod Architectures [31]
- 2015 : Prada Largo Isarco à Milan avec OMA [32]
- 2016 : Auditorium de la Chapelle Corneille à Rouen avec King Kong Architectes [33]
- 2016 : Salle de Musiques Actuelles à Évreux avec Hérault Arnod Architectures[34]
- 2016 : Le Carré des Docks au Havre avec Paul Andreu et Richez Associés [35]
- 2017 : Elbphilharmonie Hambourg avec Herzog & de Meuron
- 2017 : Bibliothèque Multimédia à Vocation Régionale (Bibliothèque Alexis de Tocqueville) à Caen avec OMA [36]
- 2017 : La Seine Musicale avec Shigeru Ban et Jean de Gastines
- 2017 : Conservatoire Municipal de Noisy-le-Sec avec Jacob+McFarlane
- 2017 : L'étoile à Mouvaux avec King Kong Architectes [37]
- 2017 : Musée du Louvre d'Abu Dhabi avec Jean Nouvel
- 2017: Parc des expositions de la porte de Versailles à Paris avec Valode et Pistre
- 2018 : Lafayette Anticipations à Paris avec OMA
- 2018 : Oriental Movie Metropolis Grand Theater à Qingdao avec Fuksas et IPPR
- 2018 : Fondation Carmignac à Porquerolles
- 2018 : Blox Danish Architecture Center à Copenhague avec OMA
- 2018 : Arènes Francis San Juan à Lunel avec Jacques Ferrier Architecture
- 2019 : Institut de France à Paris avec Marc Barani [38]
- 2019 : Maison de l'Economie Créative et Culturelle de l'Aquitain à Bordeaux avec BIG
- 2019 : Qatar National Museum à Doha avec les Ateliers Jean Nouvel
- 2019 : Parc des expositions de Bordeaux avec Lah/at Architecture
- 2019 : Shenzhen International Convention & Exhibition Center à Shenzhen avec Valode et Pistre
- 2019 : Maison de la Culture de Namur avec Samyn and Partners
- 2019 : Concert Hall à Andermatt avec Studio Seilern
- 2020 : Ecole Nationale Supérieure de la Photographie, à Arles avec Marc Barani
- 2020 : Parc des Expositions de Toulouse avec OMA
- 2021 : L'Espace Mayenne à Laval avec Herault-Arnod Architecture
- 2021 :  Pudong Art Museum à Shanghai avec les Ateliers Jean Nouvel
- 2022 : Taipei Performing Art Center à Taipei avec OMA [39]
- 2022 : Musée Albert-Kahn à Boulogne-Billancourt avec Kengo Kuma

## Projets en cours
- Ilôt Pasteur à Monaco avec Square Architectes et Curau Architectes
- Les Anciennes Tuileries de Limoux avec Jacques Ferrier Architecture
- Palais des Congrès de Royan avec l'Atelier Ferret
- La Salle Rameau à Lyon avec Perrod & Richard
- La Cité du Cinéma d'Animation à Annecy avec Devaux & Devaux
- Le Musée zoologique de Strasbourg avec Freaks Architecture
- Le musée de la Monnaie à Rome avec Alfonso Femia
- Le palais des ducs d'Aquitaine à Poitiers avec l'Atelier Novembre

## Galerie de photographies

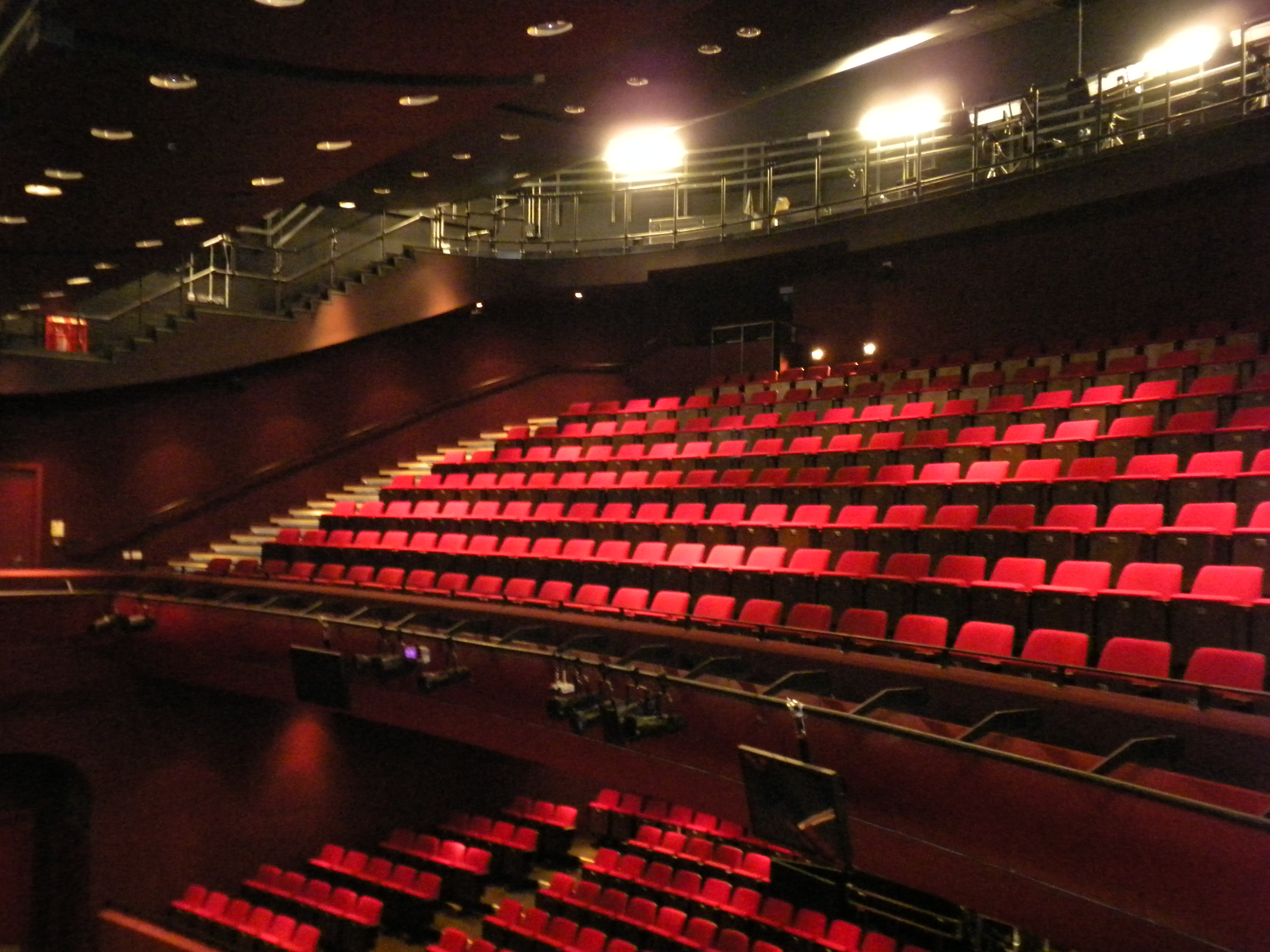
The Curve, Leicester (Rafael Viñoly).
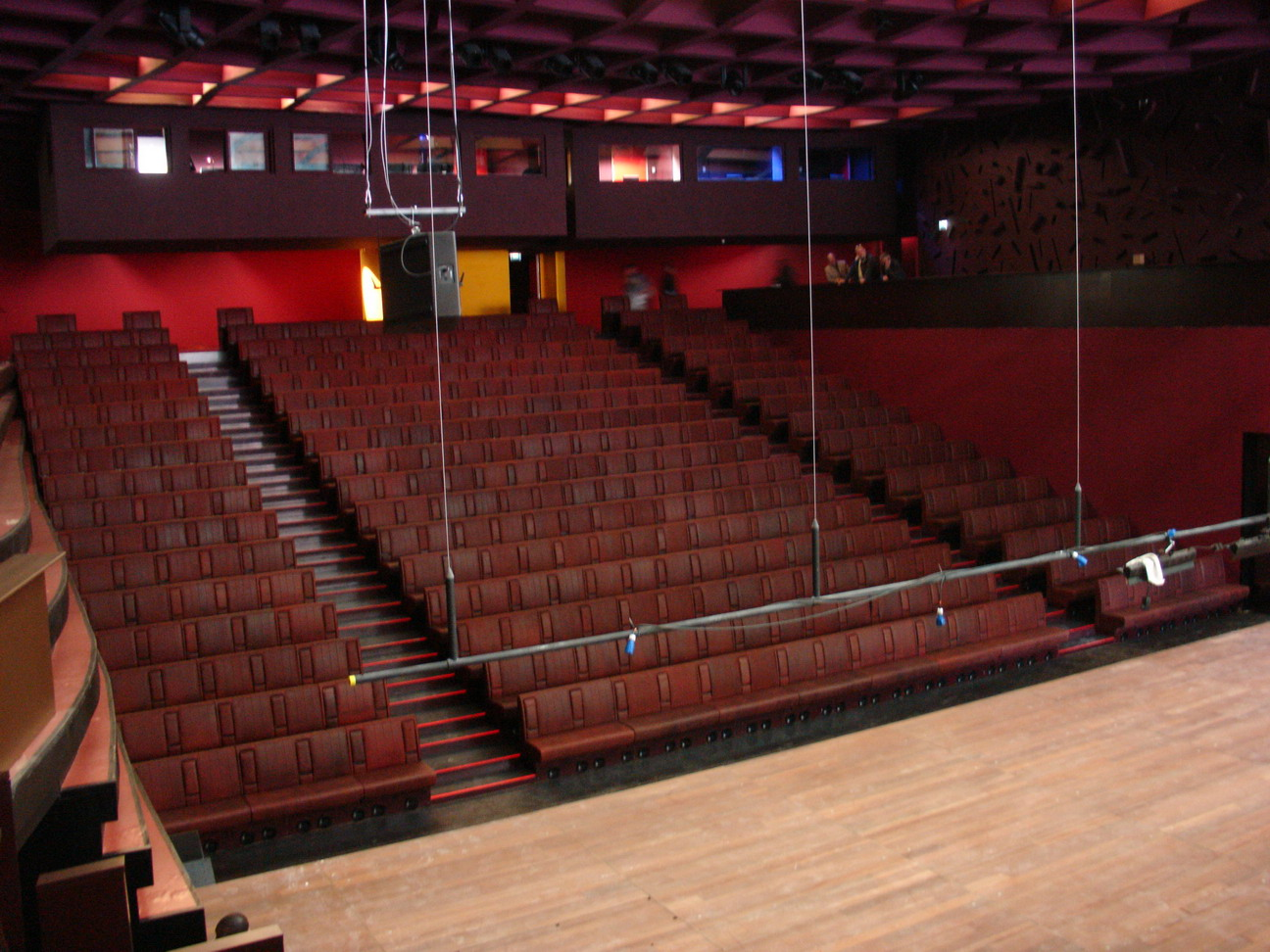
Théâtre Claude-Lévi-Strauss (Jean Nouvel).
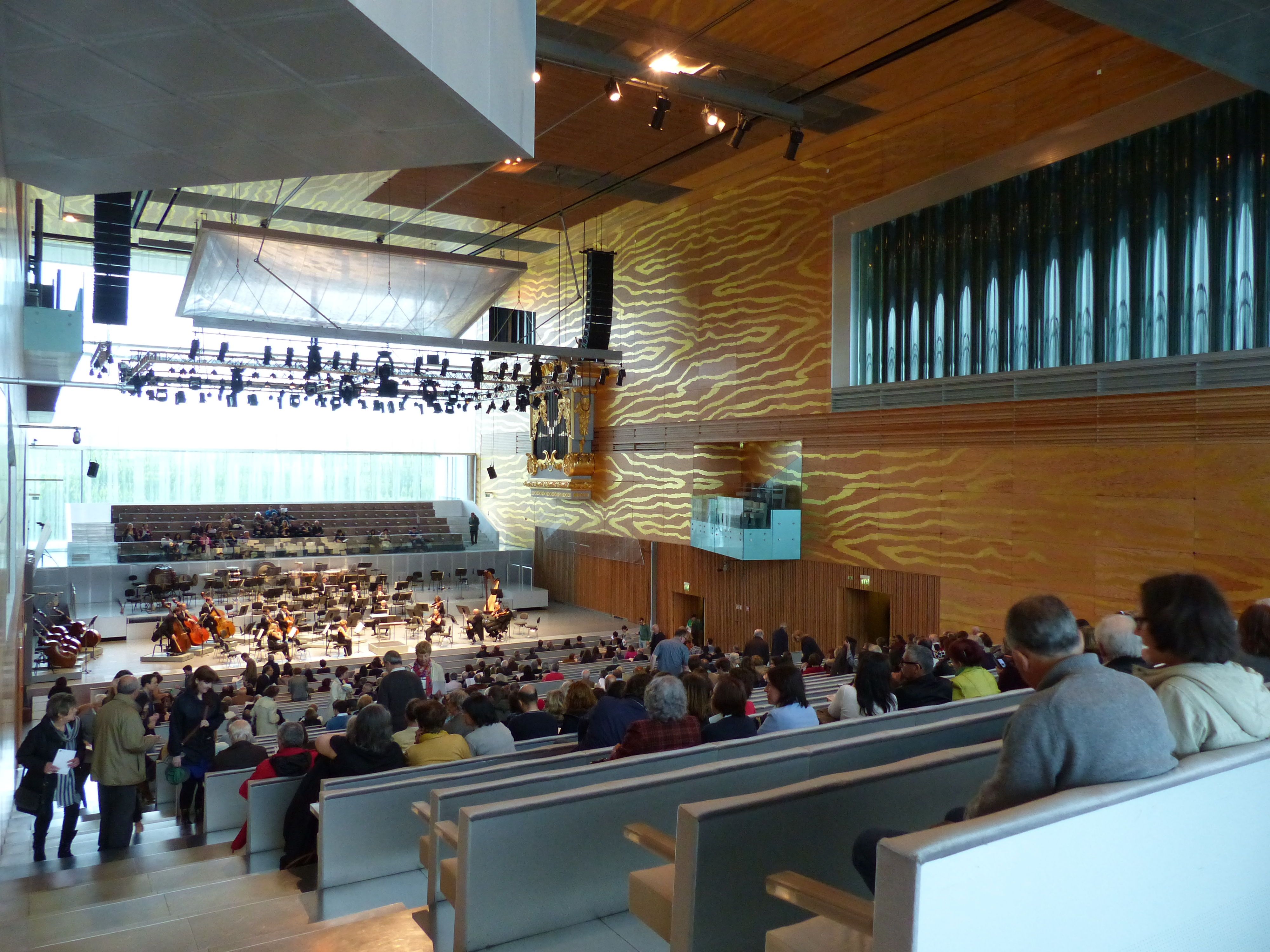
Salle symphonique de Casa da Musica (OMA).
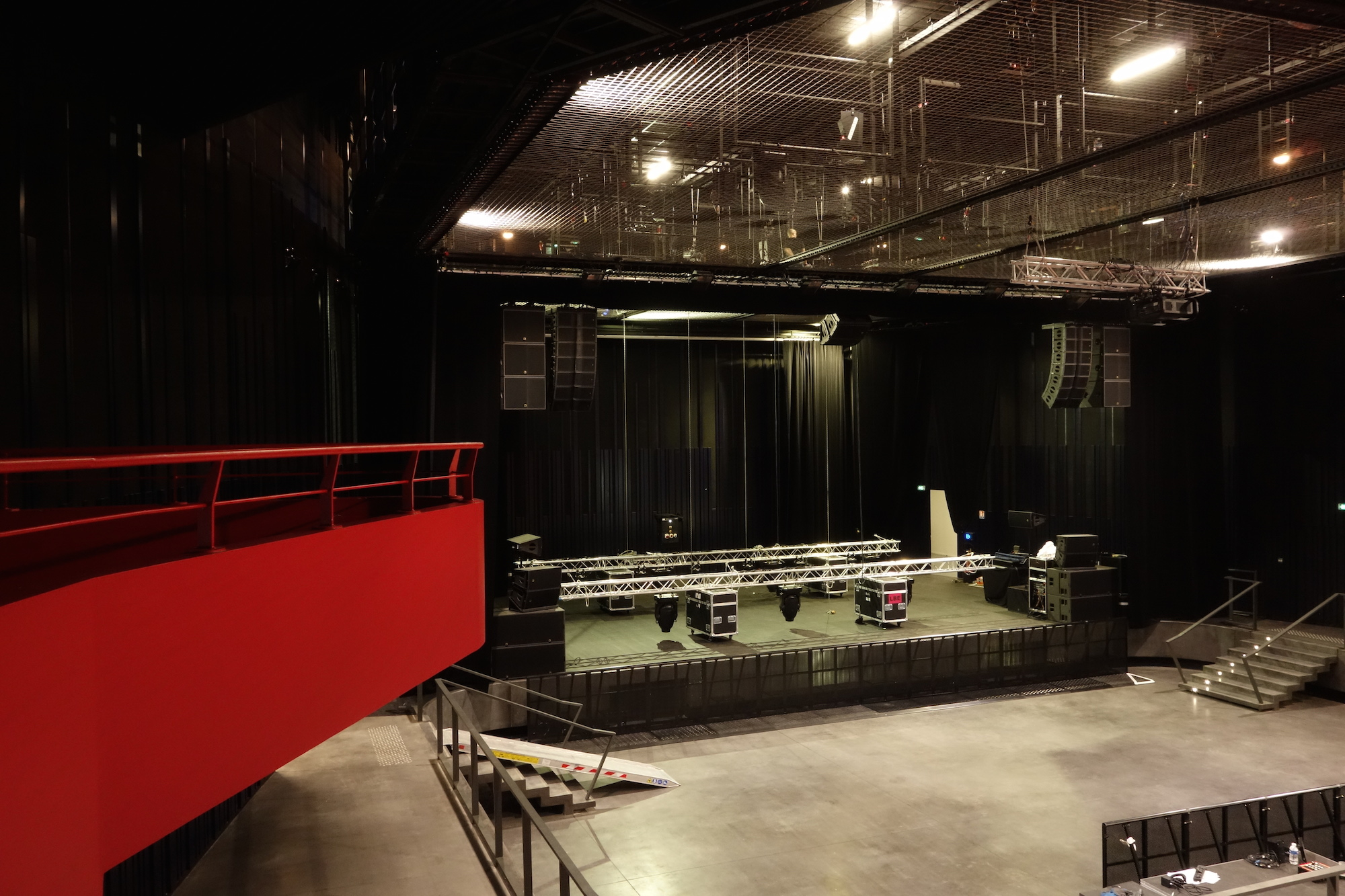
La Belle Électrique (Hérault-Arnod).
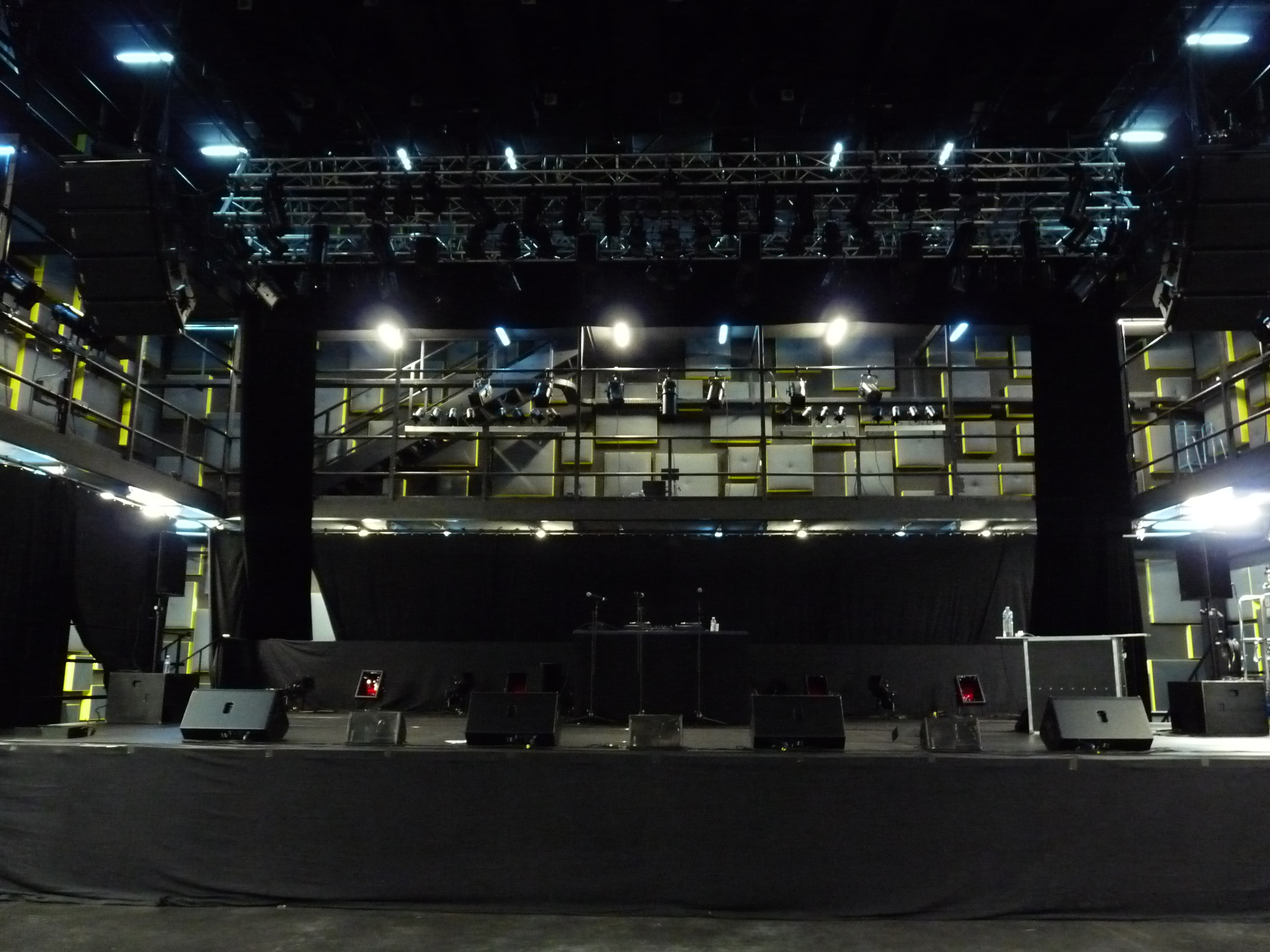
The Flow (King Kong).
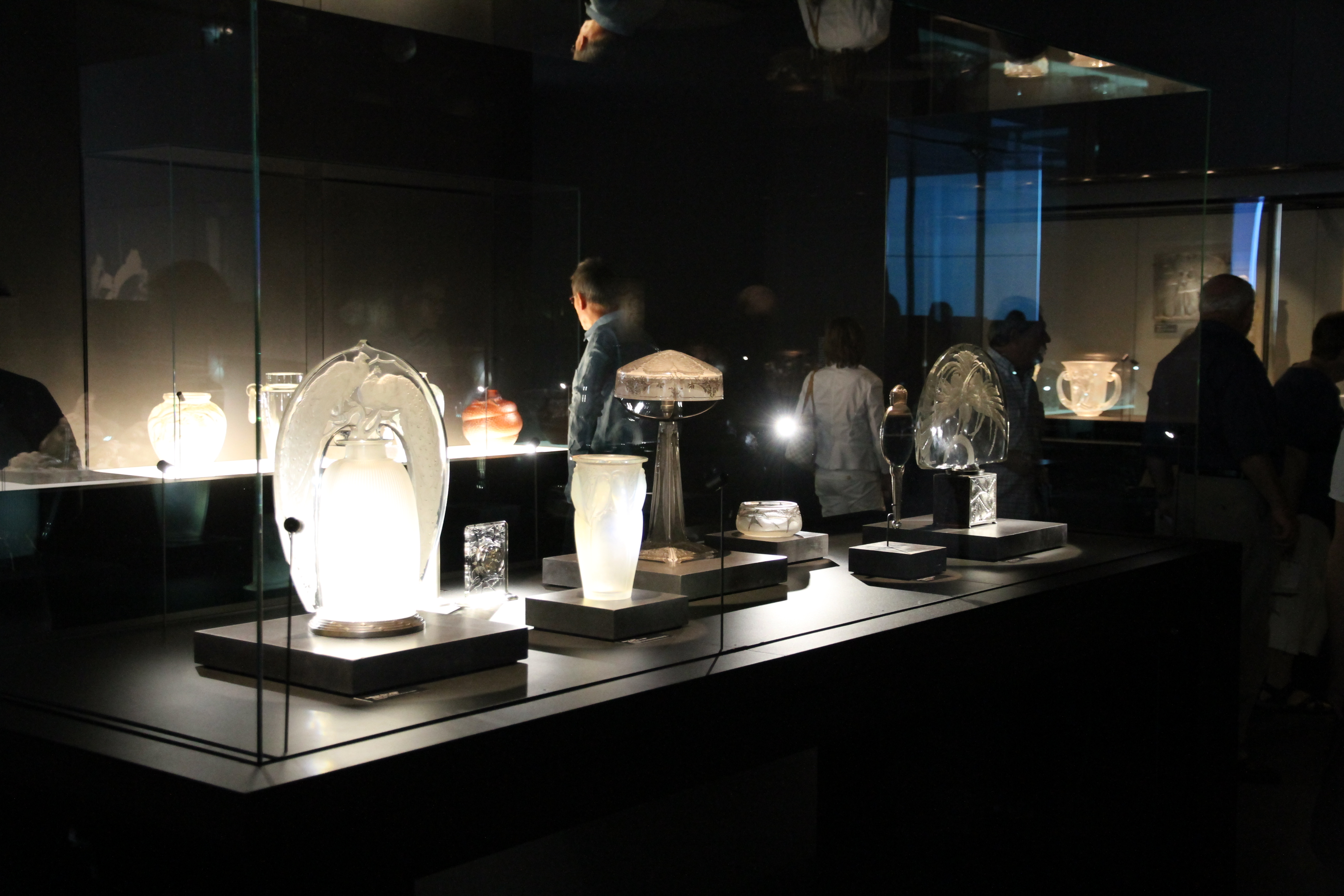
Musée Lalique, Exposition permanente (Wilmotte).
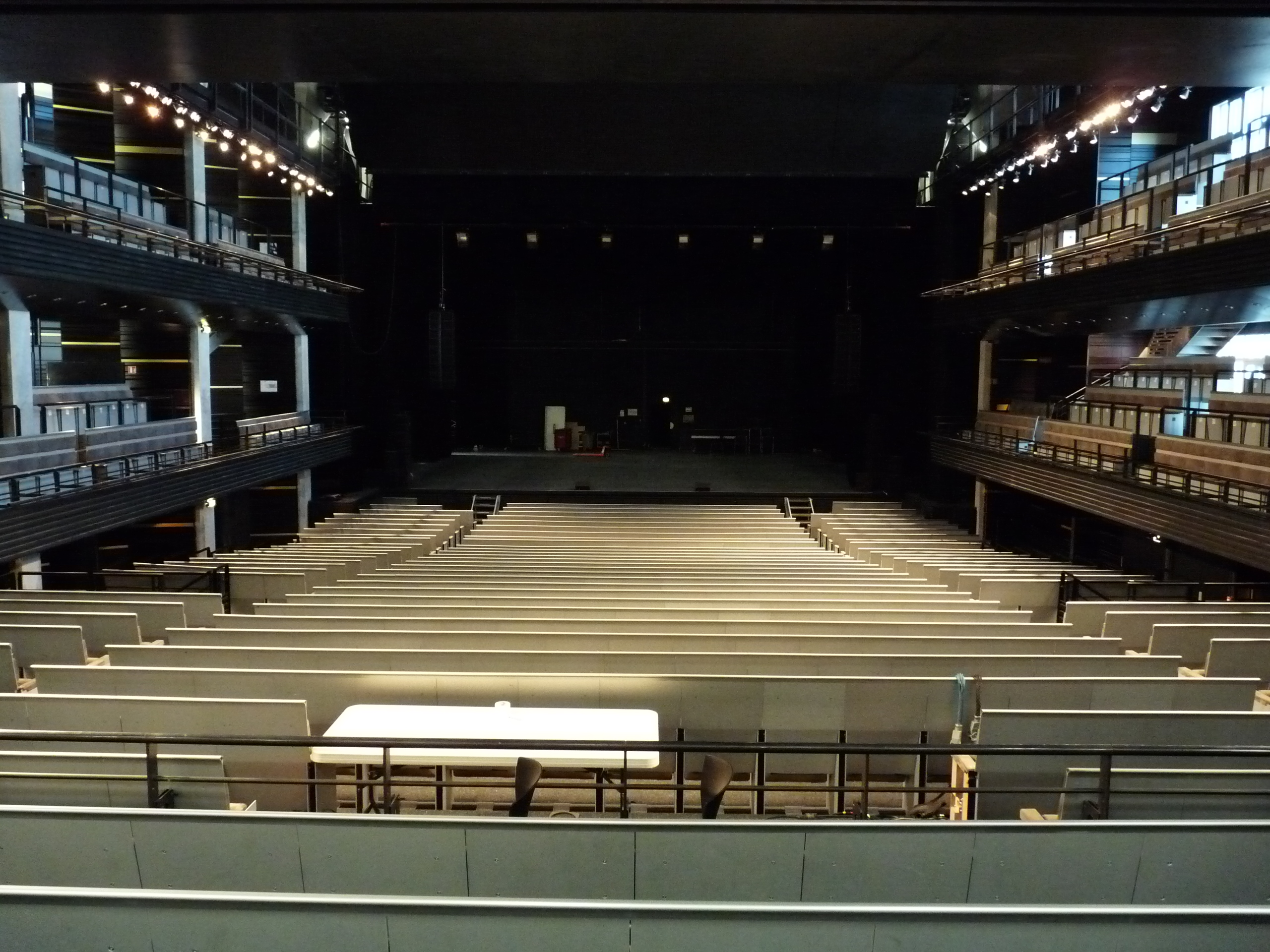
Silo (C+T Architecture).